# Vaasa Airport Park
Le parc de l'aéroport de Vaasa  (finnois : Vaasa Airport Park) est une zone industrielle située dans le quartier de Runsor à Vaasa  en Finlande.

## Présentation
Le parc de l'aéroport de Vaasa est situé à côté de l'aéroport de Vaasa et des routes nationales 3, 8 et 18. 
Le parc comprend près de 150 000 m2 de locaux commerciaux et plus de 4 000 personnes y travaillent, dont beaucoup pour les entreprises appartenant au plus grand hub énergétique des pays nordiques.
Les entreprises installées dans le parc : Wärtsilä Finland Oy, Danfoss (Vacon), VEO Oy, The Switch, Fujitsu, Vamp Oy, Wapice, Vestas, Technology Center Merinova et de nombreuses entreprises sous-traitantes du pôle énergétique.